# Zack Hemsey
Zack Hemsey (New Jersey, 1983. május 30. –) amerikai zeneszerző és előadóművész. Gyakran filmelőzetesek (trailerek) zenei anyagának elkészítésében is részt vesz. Legismertebb ilyen jellegű munkája az Eredet című film 3. traileréhez komponált Mind Heist volt. (Gyakran azt gondolják, hogy a film zeneszerzője, Hans Zimmer írta ehhez is a zenét, pedig az Hemsey munkája. Ráadásul Zimmer a filmhez készült kísérőzenében is megidézi Hemsey munkáját.)
Zack Hemsey zenéit is felhasználták Ben Affleck második rendezésének, a Tolvajok városa című film előzeteséhez és Ridley Scott Robin Hoodjának traileréhez is.
Hemsey a pályafutását a Nine Leaves nevű hiphopcsapatban kezdte. Jelenleg független művészként dolgozik, és saját kiadásban jelennek meg stúdióalbumai, amelyekben egyesíti a nagyzenekari hangzásvilágot a világzene és a hiphop stílusok elemeivel.
Nagyjátékfilmes bemutatkozása még várat magára, mindössze néhány rövidfilmhez és televíziós produkcióhoz írt eddig kísérőzenét.
2011. júliusában nagy visszhangot kapott Steve Jablonsky zeneszerzőhöz írt nyílt levele, amiben bírálta a Transformers 3 - A Hold sötétsége zenéjének szerzőjét, amiért az It's Our Fight című részben az ő tudta és engedélye nélkül felhasználta a Mind Heist dallamait.

## Diszkográfia

### Lemezei[4]
Nagylemezek
- Empty Room (2010)
- The Way (2011)
- Ronin (2013)
- Nomad (2016)

EP-k
- Mind Heist (2011)

Kislemezek
- Empty Room (Trailer Version) (2010)
- R.E.F. (Warrior's Lullabye) (2010)
- Lifespan (Resurrection) (2011)
- Revelations (Remix) (2011)
- Changeling (New Beginnings) (2011)

Nagylemezek (a Nine Leaves együttessel)
- Nine Leaves (2006)
- Peace In Death (2008)

## Filmelőzetesek
| Film Címe                       | Dal ami az előzetes alatt hallható | Év   |
| ------------------------------- | ---------------------------------- | ---- |
| Eredet                          | "Mind Heist"                       | 2010 |
| Tolvajok városa                 | "Redemption"                       | 2010 |
| Trust                           | "Changeling"                       | 2010 |
| Éghasadás                       | "See What I've Become"             | 2011 |
| Trónok harca                    | "Vengeance"                        | 2012 |
| Transformers: Fall of Cybertron | "The Way"                          | 2012 |
| Lincoln                         | "End of an Era"                    | 2012 |
| Az utolsó angol úriember        | "Facing Demons"                    | 2013 |
| G.I. Joe: Megtorlás             | "See What I've Become"             | 2013 |
| Minden odavan                   | "Fade Away"                        | 2013 |
| Jack Ryan: Árnyékügynök         | "Vengeance"                        | 2013 |
| 24: Élj egy új napért           | "Vengeance"                        | 2014 |
| A védelmező                     | "Vengeance"                        | 2014 |
| The Riot Club                   | "Vengeance"                        | 2014 |
| A szomszéd fiú                  | "End of an Era"                    | 2015 |
| Egy durva év                    | "The Way"                          | 2015 |
| A beavatott-sorozat: A lázadó   | "See What I've Become"             | 2015 |
| Mr. Robot                       | "Nice to Meet Me"                  | 2016 |
| Titanfall 2                     | "See What I've Become"             | 2016 |